# Josiah Willard Gibbs
Josiah Willard Gibbs (11 tháng 2 năm 1839 - 28 tháng 4 năm 1903) là một nhà khoa học người Mỹ đã có những đóng góp lý thuyết đáng kể cho vật lý, hóa học và toán học. Các công trình của ông về các ứng dụng của nhiệt động lực học đã đưa ngành hóa lý trở thành một khoa học quy nạp chặt chẽ. Cùng với James Clerk Maxwell và Ludwig Boltzmann, ông đã sáng lập nên ngành cơ học thống kê (một thuật ngữ do ông đặt ra), giải thích các định luật nhiệt động lực học như là hệ quả của các đặc tính thống kê của tập hợp các trạng thái có thể có của một hệ vật chất bao gồm nhiều hạt. Gibbs cũng nghiên cứu việc áp dụng các phương trình Maxwell vào các vấn đề trong quang học vật lý. Là một nhà toán học, ông đã phát minh ra phép tính vectơ hiện đại (độc lập với nhà khoa học người Anh Oliver Heaviside, người đã thực hiện công trình tương tự trong cùng thời kỳ).
Năm 1863, trường đại học Yale trao cho Gibbs bằng tiến sĩ kỹ thuật, và là người Mỹ đầu tiên nhận được học vị này. Sau ba năm lưu trú ở châu Âu, Gibbs dành phần còn lại của sự nghiệp tại Yale, nơi ông là giáo sư vật lý toán từ năm 1871 cho đến khi qua đời. Nghiên cứu trong sự tương đối cô lập, ông trở thành nhà khoa học lý thuyết sớm nhất ở Hoa Kỳ đạt được danh tiếng quốc tế và được Albert Einstein ca ngợi là "bộ óc vĩ đại nhất trong lịch sử Hoa Kỳ." Năm 1901, Gibbs được trao huy chương Copley của Hiệp hội Hoàng gia London, khi đó được coi là giải thưởng cao nhất trong cộng đồng khoa học quốc tế, "cho những đóng góp của ông cho vật lý toán."
Các nhà bình luận và viết tiểu sử đã nhận xét về sự tương phản giữa cuộc đời yên bình, đơn độc của Gibbs trong thế kỷ biến đổi của New England và tác động quốc tế to lớn của những ý tưởng của ông. Mặc dù công trình của ông gần như hoàn toàn là lý thuyết, nhưng giá trị thực tiễn của những đóng góp của Gibbs đã trở nên rõ ràng với sự phát triển của hóa học công nghiệp trong nửa đầu thế kỷ 20. Theo Robert A. Millikan, trong khoa học thuần túy, Gibbs "đã đóng góp cho cơ học thống kê và nhiệt động lực học như những gì Laplace đã làm cho cơ học thiên thể và Maxwell đã làm cho điện động lực học, cụ thể là, khiến lĩnh vực của ông trở thành một cấu trúc lý thuyết hoàn thiện đẹp."

## Tiểu sử

### Nền tảng gia đình

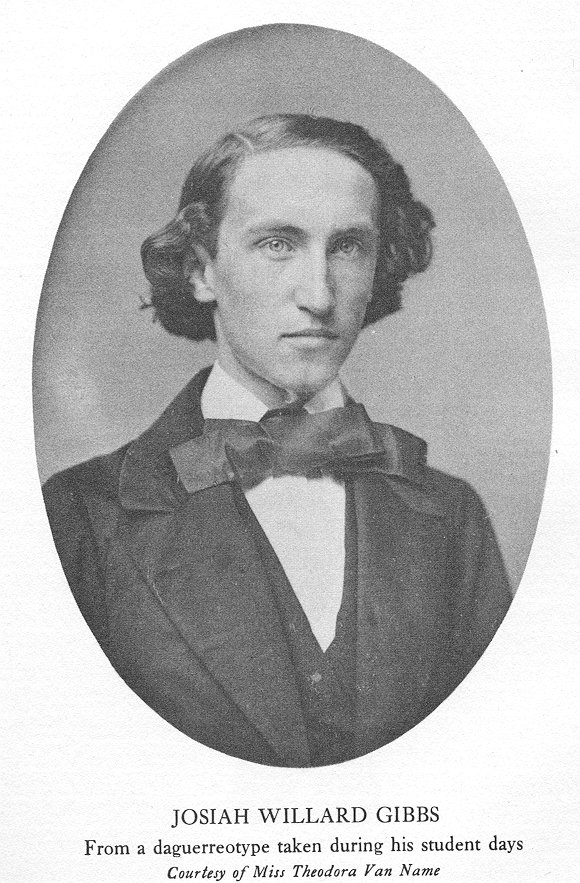
Thanh niên Willard Gibbs.

Gibbs sinh ra ở New Haven, Connecticut. Ông thuộc một gia đình Yankee lâu đời đã sản sinh ra các giáo sĩ và học giả nổi tiếng của Mỹ kể từ thế kỷ 17. Ông là con thứ tư trong gia đình có 5 người con và là con trai duy nhất của ông Josiah Willard Gibbs Sr., và bà Mary Anna, nhũ danh Van Cleve. Về phía họ cha, ông là hậu duệ của Samuel Willard, người từng giữ chức chủ tịch Đại học Harvard từ năm 1701 đến năm 1707. Về phía họ mẹ ông, một trong những tổ tiên của ông là linh mục Jonathan Dickinson, chủ tịch đầu tiên của trường New Jersey College. (sau này là đại học Princeton). Tên đã đặt của Gibbs, giống như của cha ông và một số thành viên khác trong đại gia đình của họ, bắt nguồn từ tổ tiên của ông là Josiah Willard, người đã từng là bí thư của tỉnh Vịnh Massachusetts vào thế kỷ 18. Bà nội của ông, Mercy (Prescott) Gibbs, là em gái của Rebecca Minot Prescott Sherman, vợ của một trong những người lập quốc Hoa Kỳ Roger Sherman; ông cũng là anh họ thứ hai của Roger Sherman Baldwin, xem về thuyền buồm Amistad bên dưới.
Người lớn tuổi trong họ Gibbs thường được gia đình và đồng nghiệp gọi là "Josiah", trong khi cậu con trai được gọi là "Willard". Bố của ông, Josiah Gibbs là một nhà ngôn ngữ học và thần học, người từng là giáo sư thánh văn tại trường Thần học Yale từ năm 1824 cho đến khi ông qua đời năm 1861. Ngày nay ông được nhớ đến nhiều nhất với tư cách là người theo chủ nghĩa bãi nô. Ông đã tìm một phiên dịch viên cho các hành khách châu Phi trên thuyền buồm Amistad, cho phép họ biện hộ trong phiên tòa xét xử những người này khi họ nổi dậy chống lại việc bị bán làm nô lệ.
Roger Sherman Baldwin cũng là cụ nội của nhà toán học Hassler Whitney, một trong những người sáng lập lý thuyết điểm kỳ dị, và có những nghiên cứu nền tảng về đa tạp, các khái niệm phép nhúng, phép dìm, lớp đặc trưng và lý thuyết tích phân hình học.

### Giáo dục
Willard Gibbs học phổ thông tại trường Hopkins và vào trường Yale College năm 1854 ở tuổi 15. Tại Yale, Gibbs đạt được giải thưởng xuất sắc về toán học và tiếng Latinh, và anh tốt nghiệp năm 1858 với thứ hạng gần đứng đầu lớp. Anh vẫn ở Yale với tư cách là một nghiên cứu sinh tại phân viện Khoa học Sheffield. Ở tuổi 19, ngay sau khi tốt nghiệp đại học, Gibbs được nhận vào Học viện Khoa học và Nghệ thuật Connecticut, một tổ chức học thuật chủ yếu gồm các thành viên của trường Yale.
Có tương đối ít tài liệu từ thời kỳ này còn tồn tại và rất khó để tái tạo lại các chi tiết về sự nghiệp ban đầu của Gibbs một cách chính xác. Theo ý kiến của các nhà viết tiểu sử, người cố vấn chính và ảnh hưởng tới Gibbs, cả ở Yale và ở học viện Connecticut, có lẽ là nhà thiên văn học và toán học Hubert Anson Newton, chuyên gia nghiên cứu hàng đầu về thiên thạch. Sau này ông vẫn là người bạn và người bạn tâm giao suốt đời của Gibbs. Sau khi cha ông qua đời vào năm 1861, Gibbs được thừa kế số tiền đủ để ông độc lập về tài chính.
Bệnh phổi tái phát khiến người thanh niên Gibbs và các bác sĩ của anh lo ngại rằng anh có thể dễ mắc bệnh lao, căn bệnh đã làm mẹ anh tử vong. Anh cũng mắc chứng loạn thị, mà cách điều trị khi ấy vẫn còn xa lạ với các nhà nhãn khoa, vì vậy Gibbs phải tự chẩn đoán và mài mắt kính cho chính anh. Mặc dù trong những năm sau đó, ông chỉ sử dụng kính để đọc sách hoặc cho các việc nhìn gần, sức khỏe yếu và thị lực không tốt của Gibbs có lẽ giải thích lý do tại sao ông không tình nguyện chiến đấu trong nội chiến 1861–65. Ông không phải nhập ngũ và ở lại Yale trong suốt thời gian của chiến tranh.

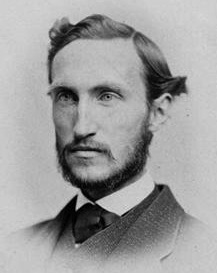
Gibbs trong thời gian làm giảng viên tại Yale

Năm 1863, Gibbs nhận bằng tiến sỹ (Ph.D.) về kỹ thuật đầu tiên được cấp ở Hoa Kỳ, cho luận án có tên "On the Form of the Teeth of Wheels in Spur Gearing", trong đó ông sử dụng các kỹ thuật hình học để khảo sát thiết kế tối ưu cho bánh răng. Năm 1861, Yale trở thành trường đại học đầu tiên của Hoa Kỳ cấp bằng tiến sĩ và Gibbs là tiến sĩ thứ năm được cấp bằng ở Mỹ trong các lĩnh vực khác nhau.

### Sự nghiệp giai đoạn 1863–73
Sau khi tốt nghiệp, Gibbs được bổ nhiệm làm trợ giảng tại trường cao đẳng trong thời hạn ba năm. Trong hai năm đầu, ông dạy tiếng Latinh và trong năm thứ ba, ông dạy "triết học tự nhiên" (tức là vật lý). Năm 1866, ông được cấp bằng sáng chế cho một thiết kế về phanh cho tàu đường sắt và đọc một bài báo trước Học viện Connecticut, có tựa đề "Tầm quan trọng thích hợp của các đơn vị độ dài", trong đó ông đề xuất một kế hoạch hợp lý hóa hệ thống các đơn vị đo lường được sử dụng. trong cơ học.
Sau khi kết thúc nhiệm vụ trợ giảng, Gibbs đã đến châu Âu cùng với các chị gái của mình. Họ trải qua mùa đông 1866–67 ở Paris, nơi Gibbs tham dự các bài giảng tại Sorbonne và Collège de France, được thuyết giảng bởi các nhà khoa học toán học nổi tiếng như Joseph Liouville và Michel Chasles. Sau khi thực hiện một chế độ học tập nghiêm khắc với bản thân, Gibbs bị cảm lạnh nghiêm trọng và một bác sĩ, với lo sợ bệnh lao, đã khuyên anh nên nghỉ ngơi ở Côte d’Azur, nơi anh và các chị gái của mình đã ở lại vài tháng và anh hồi phục hoàn toàn.
Chuyển đến Berlin, Gibbs tham dự các bài giảng toán học của Karl Weierstrass và Leopold Kronecker, cũng như của nhà hóa học Heinrich Gustav Magnus. Tháng 8 năm 1867, em gái của Gibbs là Julia kết hôn với tại Berlin Addison Van Name, người bạn cùng lớp với Gibbs ở Yale. Cặp đôi mới cưới trở lại New Haven, còn Gibbs và chị anh Anna ở lại Đức. Ở đại học Heidelberg, Gibbs được tiếp cận các công trình nghiên cứu của các nhà vật lý Gustav Kirchhoff và Hermann von Helmholtz, và nhà hóa học Robert Bunsen. Ở thời điểm ấy, giới hàn lâm Đức đang dẫn đầu thế giới về khoa học tự nhiên, đặc biệt là hóa học và nhiệt động lực học.
Gibbs trở lại Yale vào tháng 6 năm 1869 và dạy tiếng Pháp trong một thời gian ngắn cho các sinh viên kỹ thuật. Có lẽ trong khoảng thời gian này ông đã nghiên cứu về thiết kế mới cho bộ điều tốc của động cơ hơi nước, khảo cứu quan trọng cuối cùng của ông cho ngành kỹ thuật cơ khí.  Năm 1871, ông được bổ nhiệm làm giáo sư toán lý tại Yale, và là chức danh giáo sư đầu tiên ở Hoa Kỳ. Gibbs, người có khả năng độc lập tài chính và vẫn chưa công bố một nghiên cứu nào, được chỉ định chỉ dạy các sinh viên và được thuê mà không có lương.

### Sự nghiệp giai đoạn 1873–80

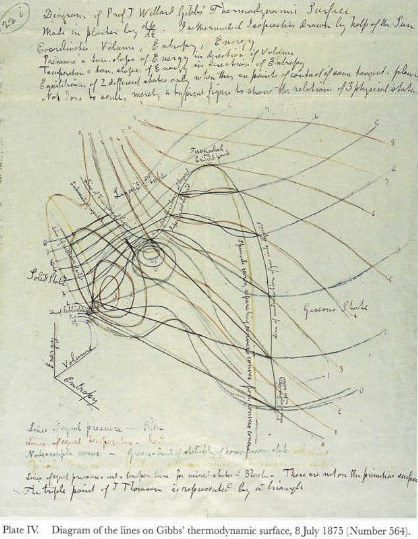
Sơ đồ phác thảo bằng tay của Maxwell về các đường đẳng nhiệt độ và áp suất, được vẽ ra nhằm phục vụ cho việc dựng mô hình đất sét của ông dựa trên định nghĩa của Gibbs về một bề mặt nhiệt động học của nước (xem mặt nhiệt động học Maxwell)

Gibbs công bố công trình nghiên cứu đầu tiên của mình vào năm 1873. Các bài báo của ông về biểu diễn hình học của các đại lượng nhiệt động lực học đăng trong Transactions of the Connecticut Academy. Những bài báo này đã giới thiệu việc sử dụng các biểu đồ pha loại khác nhau, là những công cụ hỗ trợ yêu thích của ông cho quá trình tưởng tượng khi thực hiện nghiên cứu, thay vì các mô hình cơ học, chẳng hạn như các mô hình Maxwell đã sử dụng để xây dựng lý thuyết điện từ của mình, mà có thể không đại diện hoàn toàn cho hiện tượng nghiên cứu tương ứng. Mặc dù tạp chí có ít độc giả có khả năng hiểu bài báo của Gibbs, nhưng ông đã chia sẻ các bản in với các nhà vật lý ở châu Âu và nhận được sự hưởng ứng nhiệt tình từ James Clerk Maxwell tại  Cambridge. Maxwell thậm chí còn tự tay làm ra một mô hình đất sét minh họa cấu trúc của Gibbs. Sau đó, mô hình được ông làm ra hai mẫu bằng thạch cao và gửi chuyển một mẫu đến Gibbs. Mẫu đó được trưng bày tại khoa vật lý Yale cho đến ngày nay.
Maxwell đã bao gồm một chương về công trình của Gibbs trong ấn bản tiếp theo của Lý thuyết về nhiệt của ông, xuất bản năm 1875. Ông giải thích tính hữu ích của các phương pháp đồ họa của Gibbs trong một bài giảng cho Hiệp hội Hóa học London và thậm chí còn đề cập đến nó trong bài báo trên "Diagrams" mà anh ấy đã viết cho Encyclopædia Britannica. Triển vọng hợp tác giữa ông và Gibbs đã nhanh chóng bị chấm dứt bởi sự qua đời của Maxwell vào năm 1879, ở tuổi 48. Đã có một câu chuyện đùa sau đó được lưu truyền ở New Haven rằng "chỉ có một người đàn ông hiện tại có thể hiểu được các bài báo của Gibbs. Đó là Maxwell, và bây giờ ông ấy đã qua đời."
Sau đó, Gibbs đã mở rộng phân tích nhiệt động lực học của ông sang các hệ thống hóa học nhiều pha (tức là đến các hệ thống bao gồm nhiều hơn một dạng vật chất) và xem xét một loạt các ứng dụng cụ thể. Ông đã mô tả nghiên cứu đó trong một chuyên khảo có tiêu đề "Về sự cân bằng của các chất không đồng nhất" (On the Equilibrium of Heterogeneous Substances), được xuất bản bởi Học viện Connecticut thành hai phần xuất bản lần lượt vào năm 1875 và 1878. Công trình này, bao gồm khoảng ba trăm trang và chứa chính xác bảy trăm phương trình toán học được đánh số, bắt đầu bằng một trích dẫn của Rudolf Clausius diễn tả điều mà sau này được gọi là định luật thứ nhất và thứ hai của nhiệt động lực học: "Năng lượng của thế giới là không đổi. Entropy của thế giới có xu hướng đạt cực đại. "
Chuyên khảo của Gibbs đã áp dụng một cách chặt chẽ và khéo léo các kỹ thuật nhiệt động lực học của ông vào việc giải thích các hiện tượng vật lý - hóa học, giải thích và liên hệ những gì trước đây là một khối các sự kiện và quan sát riêng rẽ với nhau. Công trình của ông được coi như là "Principia của nhiệt động lực học" và là một công trình có "phạm vi áp dụng thực tế không giới hạn". Nó đã đặt nền tảng vững chắc cho ngành hóa lý. Wilhelm Ostwald, người đã dịch chuyên khảo của Gibbs sang tiếng Đức, gọi Gibbs là "người sáng lập ra bộ môn năng lượng hóa học". Theo các nhà bình luận hiện đại,
Người ta công nhận rộng rãi rằng việc xuất bản nó là một sự kiện có tầm quan trọng đầu tiên trong lịch sử hóa học ... Tuy nhiên, phải mất vài năm trước khi giá trị của nó được đại đa số biết đến, sự chậm trễ này phần lớn là do dạng thức toán học và các quá trình suy luận chặt chẽ của chuyên khảo gây khó khăn cho việc đọc đối với bất kỳ ai, và đặc biệt là đối với sinh viên ngành hóa thực nghiệm, những người mà họ quan tâm đến nội dung nhất.— J. J. O'Connor và E. F. Robertson, 1997

Gibbs tiếp tục làm việc không nhận thù lao cho đến năm 1880, khi đại học Johns Hopkins mới thành lập ở Baltimore, Maryland đề nghị cho ông một vị trí với mức lương 3.000 đô la mỗi năm. Đáp lại, trường Yale đề nghị mức lương hàng năm là 2.000 đô la, mà ông đã hài lòng chấp nhận.

### Sự nghiệp giai đoạn 1880–1903

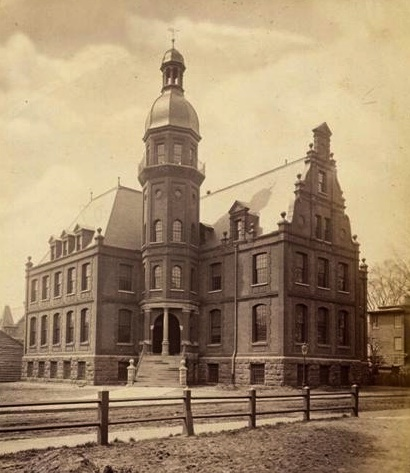
Phòng thí nghiệm Vật lý Sloane của trường Yale, nơi nó được xây dựng từ 1882 và 1931 ở vị trí hiện nay của trường Jonathan Edwards College. Văn phòng của Gibbs trên tầng hai, bên phải của tháp trong bức ảnh.

Từ năm 1880 đến năm 1884, Gibbs đã nghiên cứu phát triển dựa trên đại số ngoài của Hermann Grassmann thành phép tính vectơ phù hợp với nhu cầu của các nhà vật lý. Với đối tượng này, Gibbs đã phân biệt giữa tích vô hướng và tích chéo của hai vectơ và đưa ra khái niệm về dyadic. Nghiên cứu tương tự đã được thực hiện độc lập, đồng thời bởi nhà vật lý toán học và kỹ sư người Anh Oliver Heaviside. Gibbs đã tìm cách thuyết phục các nhà vật lý khác về sự tiện lợi của phương pháp vectơ so với phép tính quaternion của William Rowan Hamilton, khi phép tính này đã được các nhà khoa học Anh sử dụng rộng rãi. Điều này đã dẫn ông đến một cuộc tranh luận với Peter Guthrie Tait và những người khác trên tạp chí Nature vào đầu những năm 1890.
Các ghi chú bài giảng của Gibbs về phép tính vectơ đã được in riêng vào năm 1881 và 1884 để học sinh của ông sử dụng, và sau đó được Edwin Bidwell Wilson chuyển thể thành sách giáo khoa, Vector Analysis, xuất bản năm 1901. Cuốn sách đó đã giúp phổ biến ký hiệu "del" được sử dụng rộng rãi ngày nay trong điện động lực học và cơ học chất lỏng. Trong một công trình toán học khác, ông đã phát hiện lại "hiện tượng Gibbs" trong lý thuyết về chuỗi Fourier (điều mà ông và các học giả sau này không biết, đã được một nhà toán học người Anh ít tên tuổi, Henry Wilbraham, mô tả 50 năm trước).

Hàm tích phân sine, cung cấp biên độ dao động của hiện tượng Gibbs cho chuỗi Fourier của hàm bước đơn vị trên đường thẳng thực.

Từ năm 1882 đến năm 1889, Gibbs đã viết năm bài báo về quang học vật lý, trong đó ông nghiên cứu hiện tượng lưỡng chiết và các hiện tượng quang học khác và bảo vệ lý thuyết điện từ về ánh sáng của Maxwell chống lại các lý thuyết cơ học của Huân tước Kelvin và những người khác. Trong công trình nghiên cứu về quang học, cũng như trong công trình nghiên cứu về nhiệt động lực học, Gibbs cố tránh suy đoán về cấu trúc vi mô của vật chất và cố ý giới hạn các vấn đề nghiên cứu của mình vào những vấn đề có thể giải quyết được từ các nguyên lý chung tổng quát và các sự kiện đã được thực nghiệm xác nhận. Các phương pháp mà ông sử dụng rất độc đáo và kết quả thu được cho thấy tính đúng đắn của lý thuyết điện từ của Maxwell.
Gibbs đã đặt ra thuật ngữ cơ học thống kê và đưa ra các khái niệm chính trong mô tả toán học tương ứng của các hệ thống vật lý, bao gồm các khái niệm về thế hóa học (1876), và tổ hợp thống kê (statistical ensemble)(1902). Suy luận của Gibbs về các định luật nhiệt động lực học từ các đặc tính thống kê của hệ thống bao gồm nhiều hạt đã được trình bày trong cuốn sách có ảnh hưởng lớn của ông Những nguyên lý cơ bản trong Cơ học thống kê (Elementary Principles in Statistical Mechanics), xuất bản năm 1902, một năm trước khi ông qua đời.
Tính cách lui về và sự tập trung cao độ vào công việc của Gibbs đã hạn chế khả năng tiếp cận của các sinh viên với ông. Nghiên cứu sinh chính của ông là Edwin Bidwell Wilson, người dù sao cũng giải thích rằng "ngoại trừ trong lớp học, tôi gặp Gibbs rất ít. Ông ấy có một thói quen, vào cuối buổi chiều, đi dạo trên những con phố nằm giữa phòng nghiên cứu của ông ở Phòng thí nghiệm Sloane cũ và nhà của ông — một quãng tập thể dục nhỏ giữa giờ làm việc và bữa tối — và thỉnh thoảng người ta có thể bắt gặp ông ấy vào lúc đó." Gibbs đã giám sát luận án tiến sĩ về toán kinh tế toán do Irving Fisher viết năm 1891. Sau khi Gibbs qua đời, Fisher đã tài trợ cho việc xuất bản Toàn tập các công trình (Collected Works) của ông. Một sinh viên ưu tú khác là Lee De Forest, sau này là nhà tiên phong của công nghệ vô tuyến.
Gibbs qua đời ở New Haven vào ngày 28 tháng 4 năm 1903, ở tuổi 64, do chứng tắc ruột cấp tính. Buổi tang lễ được tổ chức hai ngày sau tại nhà riêng của ông số 121 High Street, và thi hài được chôn cất ở nghĩa trang đường Grove gần đó. Đến tháng 5, trường Yale đã tổ chức một buổi tưởng niệm tại phòng thí nghiệm Sloane. Nhà vật lý nổi tiếng người Anh J. J. Thomson đã tham dự và có một bài phát biểu ngắn.

### Cá tính và cuộc sống riêng

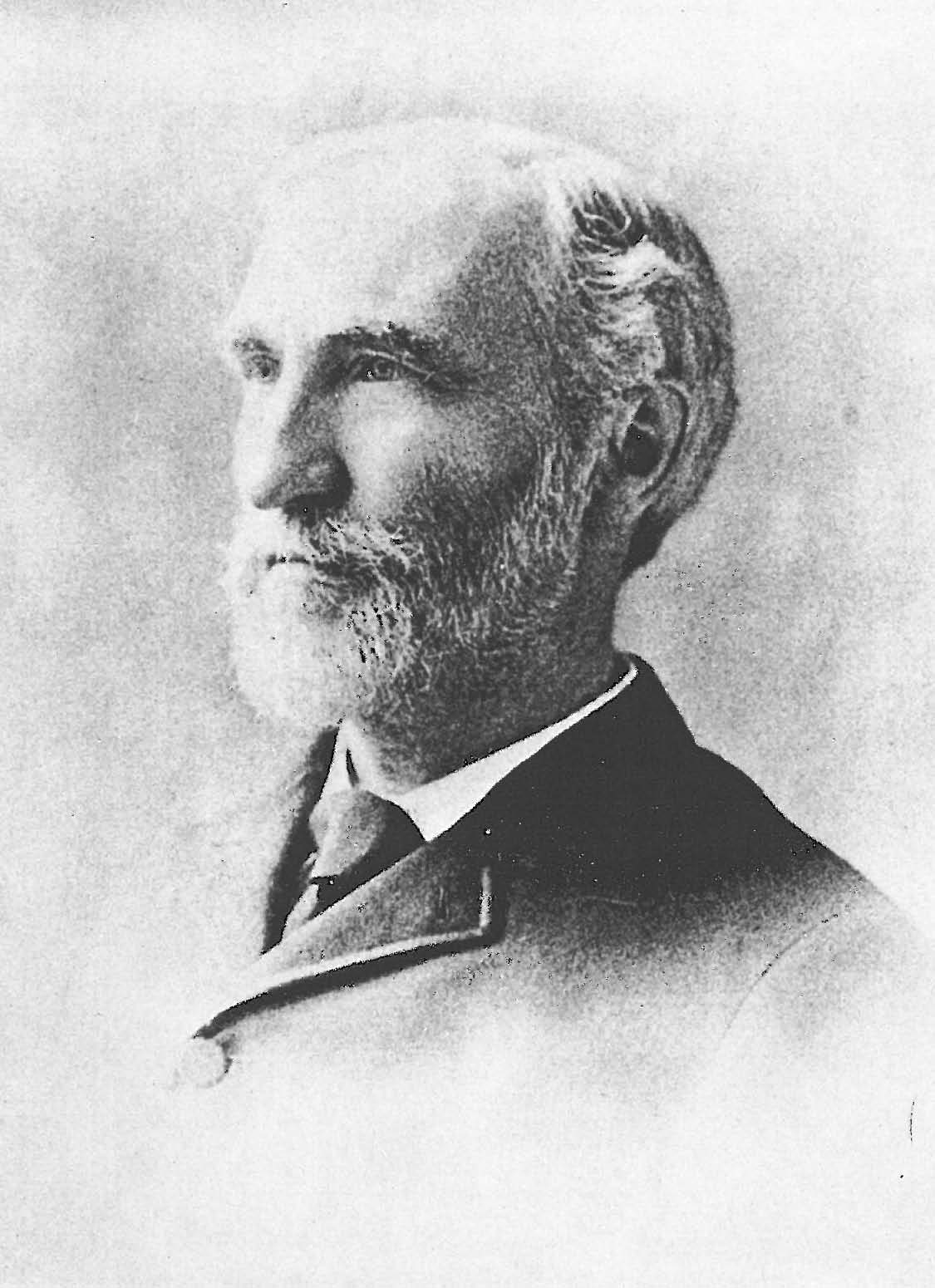
Bức ảnh được chụp vào khoảng năm 1895. Theo Lynde Wheeler, sinh viên của ông, trong số các bức chân dung hiện có, đây là bức chân dung trung thực nhất với thường xuyên biểu hiện thân thiện của Gibbs.

Gibbs không bao giờ kết hôn, ông sống cả đời trong ngôi nhà thời thơ ấu của mình với em gái Julia và chồng cô là Addison Van Name, thủ thư Yale. Ngoại trừ những kỳ nghỉ hè theo thông lệ của ông ở núi Adirondacks (tại Thung lũng Keene, New York) và sau đó là ở White Mountains (ở Intervale, New Hampshire), chuyến lưu trú của ông ở châu Âu vào năm 1866–69 gần như là thời gian duy nhất mà Gibbs dành ở bên ngoài New Haven. Ông gia nhập Nhà thờ Đại học Yale (một nhà thờ thuộc Giáo đoàn) vào cuối năm thứ nhất đại học và vẫn thường xuyên tham dự lễ nhà thờ trong suốt phần đời còn lại của mình. Gibbs thường bỏ phiếu cho ứng cử viên Đảng Cộng hòa trong các cuộc bầu cử tổng thống nhưng, giống như các "Mugwump" khác, mối quan tâm của ông về nạn tham nhũng ngày càng tăng liên quan đến bộ máy chính trị khiến ông ủng hộ Grover Cleveland, một đảng viên Đảng Dân chủ bảo thủ, trong cuộc bầu cử năm 1884. Người ta biết rất ít về quan điểm tôn giáo hoặc chính trị của ông do ông chủ yếu giữ kín.
Gibbs đã không có nhiều thư từ cá nhân đáng kể và nhiều bức thư của ông sau đó đã bị thất lạc hoặc bị hỏng. Ngoài các bài viết kỹ thuật liên quan đến nghiên cứu của mình, ông chỉ xuất bản hai tác phẩm khác: một cáo phó ngắn gọn viết về Rudolf Clausius, một trong những người sáng lập ra lý thuyết toán học của nhiệt động lực học, và một cuốn hồi ký tiểu sử dài hơn về người thầy của ông tại Yale, H. A. Newton. Theo quan điểm của Edward Bidwell Wilson,
Gibbs không quảng cáo cho danh tiếng cá nhân cũng không phải là một nhà tuyên truyền cho khoa học; ông là một học giả, con cháu của một gia đình khoa bảng cũ, sống trước những ngày mà nghiên cứu đã trở thành nghề chuyên nghiệp... Gibbs không phải là một người lập dị, ông không khoa trương, ông là một nhà khoa học đáng tôn quý.— E. B. Wilson, 1931

Theo Lynde Wheeler, sinh viên của Gibbs tại Yale, trong những năm về sau của Gibbs
lúc nào cũng ăn mặc chỉnh tề, thường đội mũ phớt ra đường, và không bao giờ thể hiện bất kỳ tác phong ngoại hình hay tính cách lập dị nào mà đôi khi được cho là không thể tách rời với bản chất thiên tài... Phong thái của ông ấy thân thiện mà không phô trương và thể hiện rõ ràng sự giản dị và chân thành bẩm sinh trong tính cách của ông.— Lynde Wheeler, 1951

Ông là một nhà đầu tư và nhà quản lý tài chính cẩn thận, và khi ông qua đời vào năm 1903, tài sản của ông trị giá 100.000 đô la (khoảng 2,85 triệu đô la ngày nay). Trong nhiều năm, ông từng là người được ủy thác, thư ký và thủ quỹ của trường ông từng học, trường Hopkins. Tổng thống Hoa Kỳ Chester A. Arthur đã bổ nhiệm ông làm một trong những ủy viên của Hội nghị Quốc gia của các kỹ sư điện, được triệu tập tại Philadelphia vào tháng 9 năm 1884, và Gibbs chủ trì một trong các phiên họp của nó. Là một kỵ mã sắc sảo và điêu luyện, Gibbs thường được nhìn thấy ở New Haven khi lái xe ngựa chở em gái mình. Trong một cáo phó đăng trên American Journal of Science, học sinh cũ của Gibbs là Henry A. Bumstead đã đề cập đến tính cách cá nhân của Gibbs:
Một thái độ khiêm tốn, đoan trang và tử tế trong mối quan hệ với đồng nghiệp, không bao giờ tỏ ra thiếu kiên nhẫn hay bực bội, không có tham vọng cá nhân thuộc loại tầm thường hay mong muốn tôn vinh bản thân một chút, ông ấy đã đi xa đến việc hiện thực hóa lý tưởng sống không vị kỷ, của một quý ông theo đạo thiên chúa. Trong tâm trí của những người biết ông, sự vĩ đại của những thành tựu trí tuệ của ông sẽ không bao giờ làm lu mờ vẻ đẹp và phẩm giá của cuộc đời ông.— H. A. Bumstead, 1903

## Các đóng góp lớn cho khoa học

### Nhiệt động lực học hóa học và điện hóa học

Đồ thị minh họa năng lượng tự do của một vật, trích từ một bài báo của Gibbs năm 1873. Biểu đồ minh họa một mặt phẳng của thể tích không đổi, đi qua điểm A biểu diễn cho trạng thái ban đầu của vật. Đường cong MN là phần của "bề mặt năng lượng tiêu tán". AD và AE tương ứng lần lượt là (ε) và entropy (η) của trạng thái ban đầu. AB là "năng lượng khả dĩ" (ngày nay gọi là năng lượng tự do Helmholtz) và AC là "khả năng của entropy" (tức là lượng mà entropy có thể tăng mà không thay đổi năng lượng hoặc thể tích).

Các bài báo của Gibbs trong thập niên 1870 giới thiệu ý tưởng biểu diễn nội năng  U của một hệ theo các số hạng entropy S, cùng với các biến trạng thái thông thường của thể tích V, áp suất p, và nhiệt độ T. Ông cũng giới thiệu khái niệm thế hóa học (chemical potential) {\displaystyle \mu } của một loại hóa chất nhất định, xác định tốc độ tăng trong U liên quan đến sự tăng số phân tử N của loại hóa chất đó (ở entropy và thể tích không đổi). Do đó, chính Gibbs là người đầu tiên kết hợp định luật thứ nhất và định luật thứ hai của nhiệt động lực học bằng cách biểu diễn sự thay đổi vô cùng nhỏ trong nội năng, dU, của một hệ kín theo công thức:
{\displaystyle \mathrm {d} U=T\mathrm {d} S-p\,\mathrm {d} V+\sum _{i}\mu _{i}\,\mathrm {d} N_{i}\,}
với T là nhiệt độ tuyệt đối, p là áp suất, dS là lượng thay đổi vô cùng bé của entropy và dV là lượng thay đổi vô cùng bé của thể tích. Số hạng cuối cùng là tổng, xác định trên tất cả các loại chất trong một phản ứng hóa học, của thế năng hóa học, μi, của chất thứ i, nhân với lượng thay đổi vô cùng nhỏ trong số lượng mole, dNi của chất đó. Bằng cách áp dụng biến đổi Legendre cho biểu thức này, ông đưa ra định nghĩa enthalpy, H  và năng lượng tự do Gibbs, G.
{\displaystyle G_{(p,T)}=H-TS}
Nhận xét biểu thức này có dạng khá giống với biểu thức năng lượng tự do Helmholtz, A.
{\displaystyle A_{(v,T)}=U-TS\,}
Khi năng lượng tự do Gibbs của một phản ứng hóa học là âm thì phản ứng sẽ diễn ra tự phát. Khi một hệ hóa học ở trạng thái cân bằng, sự thay đổi trong năng lượng tự do Gibbs bằng 0. Hằng số cân bằng có liên hệ đơn giản với sự thay đổi năng lượng tự do khi chất phản ứng ở trong trạng thái tiêu chuẩn của chúng.
{\displaystyle \Delta G^{\ominus }=-RT\ln K}
Thế năng hóa học thường được xác định như là đạo hàm riêng của năng lượng tự do Gibbs theo mole.
{\displaystyle \mu _{i}=\left({\frac {\partial G}{\partial N_{i}}}\right)_{T,P,N_{j\neq i}}}
Gibbs cũng thu được kết quả mà về sau được biết đến là "phương trình Gibbs–Duhem".
Trong một phản ứng điện hóa đặc trưng bởi một lực điện động ℰ và lượng điện tích vận chuyển Q, phương trình ban đầu của Gibbs trở thành {\displaystyle \mathrm {d} U=T\mathrm {d} S-p\,\mathrm {d} V+{\mathcal {E}}\mathrm {d} Q}.

Thiết bị khảo sát quy tắc pha của hệ sắt - nitơ, tại phòng thí nghiệm nghiên cứu cố định đạm của Hoa Kỳ, 1930

Bài báo được công bố Về trạng thái cân bằng của các chất không đồng nhất  ("On the Equilibrium of Heterogeneous Substances") (1874–78) ngày nay được coi như là bước ngoặt trong sự phát triển của hóa học. Trong đó, Gibbs đã phát triển một lý thuyết toán học chặt chẽ cho các hiện tượng vận chuyển khác nha, bao gồm hấp phụ, điện hóa, và hiệu ứng Marangoni trong hỗn hợp chất lỏng. Ông cũng đưa ra quy tắc pha
{\displaystyle F\;=\;C\;-\;P\;+\;2}
cho số các biến F được kiểm soát độc lập trong một hỗn hợp cân bằng của C thành phần tồn tại ở P pha. Quy tắc pha rất hữu ích trong nhiều lĩnh vực khác nhau, như luyện kim, khoáng vật học và thạch học. Nó cũng có thể được áp dụng cho các vấn đề nghiên cứu khác nhau trong hóa lý.

### Cơ học thống kê
Cùng với James Clerk Maxwell và Ludwig Boltzmann, Gibbs thành lập "cơ học thống kê", một thuật ngữ mà ông đặt ra cho nhánh vật lý lý thuyết giải thích cho các tính chất nhiệt động lực học quan sát được của các hệ thống về mặt thống kê tập hợp (statistics of ensemble) của tất cả các trạng thái vật lý có thể có. một hệ thống bao gồm nhiều hạt. Ông đưa ra khái niệm "pha của một hệ thống cơ học". Ông đã sử dụng khái niệm này để định nghĩa các tập hợp chính tắc lớn (grand canonical ensemble), tập hợp chính tắc (canonical ensemble) và tập hợp vi chính tắc (microcanonical ensemble); tất cả đều liên quan đến độ đo Gibbs, do đó có được một công thức tổng quát hơn về các tính chất thống kê của hệ nhiều hạt so với Maxwell và Boltzmann đã đạt được trước ông.
Gibbs tổng quát hóa cách giải thích bằng thống kê của Boltzmann về entropy {\displaystyle S} bằng cách định nghĩa entropy của một hệ tập hợp bất kỳ bằng
{\displaystyle S=-k_{\text{B}}\,\sum _{i}p_{i}\ln \,p_{i}},
với {\displaystyle k_{\text{B}}} là hằng số Boltzmann, với tổng xác định trên tất cả vi trạng thái khả dĩ {\displaystyle i}, với {\displaystyle p_{i}} là xác suất tương ứng của vi trạng thái (xem công thức entropy Gibbs). Cùng với công thức này sẽ đóng vai trò quan trọng trong lý thuyết thông tin của Claude Shannon và do vậy thường được coi như là cơ sở của giải thích lý thuyết thông tin hiện đại của nhiệt động lực học.
Theo Henri Poincaré, viết năm 1904, mặc dù trước đó Maxwell và Boltzmann đã giải thích tính không thể đảo ngược của các quá trình vật lý vĩ mô bằng các thuật ngữ xác suất, "người đã nhìn thấy nó rõ ràng nhất, trong một cuốn sách quá ít người đọc được vì độ khó, là Gibbs, trong cuốn Elementary Principles of Statistical Mechanics của ông." Phân tích của Gibbs về tính không thể đảo ngược (quá trình không thuận nghịch), và công thức của ông về H-định lý của Boltzmann và giả thuyết ergodic, là những ảnh hưởng lớn đến vật lý toán của thế kỷ 20.
Gibbs nhận thức rõ rằng việc áp dụng định luật phân bổ đều (equipartition theorem) cho các hệ lớn các hạt cổ điển đã không giải thích được kết quả các phép đo nhiệt dung của cả chất rắn và chất khí, và ông cho rằng đây là bằng chứng về sự nguy hiểm của cơ sở nhiệt động lực học dựa trên "các giả thuyết về cấu thành của vật chất ". Khuôn khổ lý thuyết do Gibbs xây dựng cho cơ học thống kê, dựa trên tập hợp các vi trạng thái không thể phân biệt được ở cấp vĩ mô, có thể được tiếp tục gần như nguyên vẹn sau khi phát hiện ra rằng các định luật vi mô của tự nhiên tuân theo các nguyên lý của cơ học lượng tử, hơn là các định luật cổ điển mà Gibbs và những người cùng thời với ông biết đến. Sự lý giải của ông trong "nghịch lý Gibbs", về entropy của hỗn hợp các chất khí, hiện nay thường được coi là một sự miêu tả trước về khả năng không thể phân biệt được các hạt như đòi hỏi của vật lý lượng tử.

### Giải tích vectơ

Minh họa hướng và độ lớn của tích vectơ, theo quy tắc đưa ra bởi Gibbs

Các nhà khoa học Anh, bao gồm cả Maxwell, đã dựa vào các quaternion của Hamilton để biểu thị động lực học của các đại lượng vật lý, như điện trường và từ trường, có cả độ lớn và hướng trong không gian ba chiều. Dựa theo cuốn Elements of Dynamic (1888) của W.K. Clifford, Gibbs lưu ý rằng tích của các quaternion có thể được tách thành hai phần: một đại lượng một chiều (vô hướng) và một vectơ ba chiều, do đó việc sử dụng các quaternion có liên quan đến các phức tạp toán học và những dư thừa có thể tránh được vì sự đơn giản và tạo điều kiện thuận lợi cho việc giảng dạy. Trong các cuốn sổ ghi chú tại lớp học Yale của mình, ông đã định nghĩa các tích vô hướng và tích chéo riêng biệt cho các cặp vectơ và giới thiệu ký hiệu phổ biến như hiện nay cho chúng. Thông qua cuốn sách Giải tích vectơ năm 1901 do E. B. Wilson biên soạn từ các ghi chú của Gibbs, ông có đóng phần lớn trong việc phát triển các kỹ thuật của giải tích vectơ vẫn được sử dụng ngày nay trong điện động lực học và cơ học chất lỏng.
Trong khi nghiên cứu về giải tích vectơ vào cuối những năm 1870, Gibbs phát hiện ra rằng cách tiếp cận của ông tương tự như cách mà Grassmann đã thực hiện trong "đa đại số" của ông. Gibbs sau đó đã tìm cách công bố công trình nghiên cứu của Grassmann, nhấn mạnh rằng nó vừa tổng quát hơn vừa mang tính lịch sử trước đại số quaternion của Hamilton. Để thiết lập mức độ ưu tiên cho các ý tưởng của Grassmann, Gibbs đã thuyết phục các thế hệ sinh viên của Grassmann tìm cách xuất bản ở Đức bài luận "Theorie der Ebbe und Flut" về thủy triều mà Grassmann đã nộp lên khoa tại Đại học Berlin vào năm 1840, nơi ông đã giới thiệu lần đầu tiên khái niệm về cái mà sau này được gọi là không gian vectơ (không gian tuyến tính).
Như Gibbs đã chủ trương vào những năm 1880 và 1890, các quaternion cuối cùng đã bị các nhà vật lý từ bỏ để ủng hộ cách tiếp cận vectơ do ông và Oliver Heaviside phát triển một cách độc lập. Gibbs đã áp dụng các phương pháp vectơ của mình để xác định quỹ đạo của các hành tinh và sao chổi.:160 Ông cũng phát triển khái niệm bộ ba vectơ tương hỗ lẫn nhau mà sau này được chứng minh là có tầm quan trọng trong nghiên cứu tinh thể học.

### Quang học vật lý

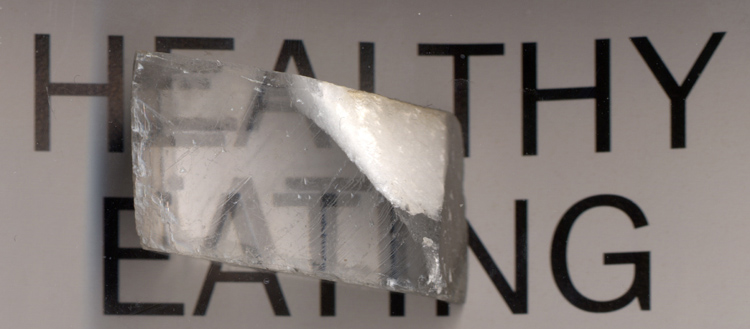
Một tinh thể canxit tạo ra hiện tượng lưỡng chiết (hay "khúc xạ kép") ở ánh sáng, một hiện tượng mà Gibbs đã giải thích bằng cách sử dụng phương trình Maxwell của điện từ học.

Mặc dù ngày nay nghiên cứu của Gibbs về quang học vật lý ít được biết đến hơn các công trình khác của ông, nhưng nó đã đóng góp đáng kể vào lý thuyết điện từ cổ điển bằng cách áp dụng các phương trình Maxwell vào lý thuyết về các quá trình quang học như lưỡng chiết, tán sắc và sự quay quang học (optical rotation). Trong các nghiên cứu đó, Gibbs đã chỉ ra rằng những quá trình đó có thể được miêu tả bằng phương trình Maxwell mà không cần thêm bất kỳ giả định đặc biệt nào về cấu trúc vi mô của vật chất hoặc về bản chất của môi trường mà sóng điện từ được cho là lan truyền (khi ấy gọi là ête ánh sáng). Gibbs cũng nhấn mạnh rằng sự vắng mặt của sóng điện từ dọc, điều cần thiết để giải thích cho các đặc tính quan sát được của ánh sáng, được đảm bảo một cách tự động bởi các phương trình Maxwell (do cái mà ngày nay được gọi là "bất biến chuẩn"), trong khi trong các lý thuyết cơ học về ánh sáng, chẳng hạn như của Lord Kelvin, thì tính chất này phải được áp đặt như một điều kiện đặc biệt đối với các thuộc tính của aether.
Trong bài báo cuối cùng của ông về quang học vật lý, Gibbs kết luận rằng
Có thể nói đối với lý thuyết điện [của ánh sáng] rằng nó không bắt buộc phải phát minh ra các giả thuyết, mà chỉ áp dụng các định luật do khoa học về điện đưa ra, và rất khó để giải thích sự trùng hợp giữa các đặc tính điện và quang học của môi trường trừ khi chúng ta coi chuyển động của ánh sáng như là của điện.— J. W. Gibbs, 1889

Ngay sau đó, bản chất điện từ của ánh sáng đã được chứng minh trong các thí nghiệm của Heinrich Hertz ở Đức.

## Công nhận khoa học
Gibbs làm việc vào thời điểm mà ở Hoa Kỳ có ít truyền thống về khoa học lý thuyết chặt chẽ. Nghiên cứu của ông không dễ hiểu đối với sinh viên hoặc đồng nghiệp của mình, và ông đã không cố gắng phổ biến các ý tưởng của mình hoặc đơn giản hóa việc trình bày của chúng để khiến các nghiên cứu dễ tiếp cận hơn. Công trình nổi tiếng của ông về nhiệt động lực học được xuất bản chủ yếu trên tạp chí Transactions of the Connecticut Academy, một tạp chí do người em rể thủ thư của ông biên tập, tạp chí này ít được đọc ở Mỹ và thậm chí còn được đọc ít hơn ở châu Âu. Khi Gibbs nộp bài báo dài của mình về sự cân bằng của các chất không đồng nhất cho viện, cả Elias Loomis và HA Newton đều cho rằng họ không hiểu nghiên cứu của Gibbs, nhưng họ đã giúp tăng số tiền cần thiết để trả cho việc sắp chữ của nhiều ký hiệu toán học trong bài báo. Một số giảng viên trường Yale, cũng như những doanh nhân và chuyên gia ở New Haven, đã đóng góp quỹ cho mục đích đó.
Mặc dù đồ thị cho công thức của các định luật nhiệt động lực học của Gibbs đã được Maxwell chấp nhận ngay lập tức, cách biểu diễn này chỉ được sử dụng rộng rãi vào giữa thế kỷ 20, với công trình của László Tisza và Herbert Callen. Theo James Gerald Crowther,
trong những năm cuối đời [Gibbs] là một quý ông cao ráo, đàng hoàng, có sải chân khỏe mạnh và nước da hồng hào, đảm đang công việc gia đình, dễ gần và tốt bụng (nếu không hiểu) với học sinh. Gibbs rất được bạn bè quý trọng, nhưng khoa học Mỹ đang quá bận tâm đến những câu hỏi thực tế để sử dụng các công trình lý thuyết sâu sắc của ông trong suốt cuộc đời của mình. Ông đã sống một cuộc đời yên lặng của mình tại Yale, được một số sinh viên có năng lực vô cùng ngưỡng mộ nhưng không gây ấn tượng ngay lập tức trong nền khoa học Mỹ như những gì tương xứng với thiên tài của ông.— J. G. Crowther, 1937

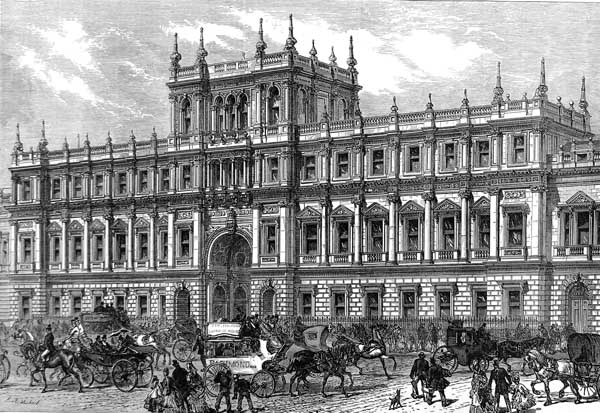
Tòa nhà Burlington, trụ sở của Hội Hoàng gia London, năm 1873

Mặt khác, Gibbs đã nhận được các danh hiệu lớn có thể có cho một nhà khoa học hàn lâm ở Mỹ lúc đó. Ông được bầu vào Viện Hàn lâm Khoa học Quốc gia Hoa Kỳ năm 1879 và nhận giải thưởng Rumford năm 1880 từ Viện Hàn lâm Khoa học và Nghệ thuật Hoa Kỳ cho công trình nghiên cứu về nhiệt động lực học hóa học. Ông cũng được trao bằng tiến sĩ danh dự của Đại học Princeton và trường Williams College.
Ở châu Âu, Gibbs được vinh danh là thành viên danh dự của Hiệp hội Toán học London vào năm 1892 và được bầu làm thành viên nước ngoài của hội Hoàng gia Anh vào năm 1897. Ông được bầu làm thành viên trao đổi thông tin của Viện Hàn lâm Khoa học Phổ và Pháp và nhận bằng tiến sĩ danh dự từ các trường đại học Dublin, Erlangen, và Christiania (nay là Oslo). Hội Hoàng gia tiếp tục vinh danh Gibbs vào năm 1901 với huy chương Copley, khi đó được coi là giải thưởng quốc tế cao nhất trong khoa học tự nhiên, với lý do rằng ông là "người đầu tiên áp dụng định luật thứ hai của nhiệt động lực học để nghiên cứu toàn diện về mối quan hệ giữa năng lượng hóa học, điện năng, nhiệt năng và khả năng sinh công ngoài". Gibbs, vẫn sống ở New Haven, đã nhận huy chương Copley từ Tư lệnh Richardson Clover, tùy viên hải quân Hoa Kỳ tại London.
Trong cuốn tự truyện của mình, nhà toán học Gian-Carlo Rota kể về việc khi đang xem xét các ngăn xếp toán học của thư viện Sterling và ông tình cờ thấy một danh sách liệt kê thư viết tay, đính kèm với một số ghi chú khóa học của Gibbs, trong đó liệt kê hơn hai trăm nhà khoa học đáng chú ý trong thời của ông, bao gồm cả Poincaré, Boltzmann, David Hilbert và Ernst Mach. Từ đó, Rota kết luận rằng công trình của Gibbs được giới khoa học ưu tú thời đó biết đến nhiều hơn so với các tài liệu đã xuất bản. Lynde Wheeler đã sao chép danh sách gửi thư đó trong phần phụ lục cho tiểu sử của ông về Gibbs. Việc Gibbs thành công trong việc thu hút các học giả châu Âu chú ý tới các nghiên cứu của mình được chứng minh bằng thực tế là cuốn chuyên khảo của ông "On the Equilibrium of Heterogeneous Substances" đã được dịch sang tiếng Đức (khi đó là ngôn ngữ hàng đầu cho hóa học) bởi Wilhelm Ostwald vào năm 1892 và sang tiếng Pháp bởi Henri Louis Le Châtelier năm 1899.

## Ảnh hưởng
Ảnh hưởng trực tiếp và rõ ràng nhất của Gibbs là đối với hóa học vật lý và cơ học thống kê, hai ngành mà ông đã đóng góp rất nhiều kết quả quan trọng. Đương thời Gibbs, quy tắc pha của ông đã được xác thực bằng thực nghiệm bởi nhà hóa học Hà Lan Hendrik Willem Bakhuis Roozeboom, người đã chỉ ra cách áp dụng nó trong nhiều tình huống, do đó thúc đẩy quy tắc được sử dụng rộng rãi hơn. Trong hóa học công nghiệp, đã có nhiều ứng dụng lý thuyết nhiệt động lực học của Gibbs trong suốt đầu thế kỷ 20, từ điện hóa đến sự phát triển của quy trình Haber để tổng hợp amonia.
Khi nhà vật lý người Hà Lan J. D. van der Waals nhận giải Nobel năm 1910 "cho công trình nghiên cứu phương trình trạng thái của chất khí và chất lỏng", ông thừa nhận ảnh hưởng to lớn của công trình của Gibbs đối với chủ đề đó. Max Planck đã nhận được giải Nobel năm 1918 cho công trình nghiên cứu về cơ học lượng tử, đặc biệt là bài báo năm 1900 của ông về định luật Planck cho sự lượng tử hóa đối với bức xạ vật đen. Công trình này phần lớn dựa trên nhiệt động lực học của Kirchhoff, Boltzmann và Gibbs. Planck tuyên bố rằng tên của Gibbs "không chỉ ở Mỹ mà trên toàn thế giới sẽ luôn được coi là một trong những nhà vật lý lý thuyết nổi tiếng nhất mọi thời đại."

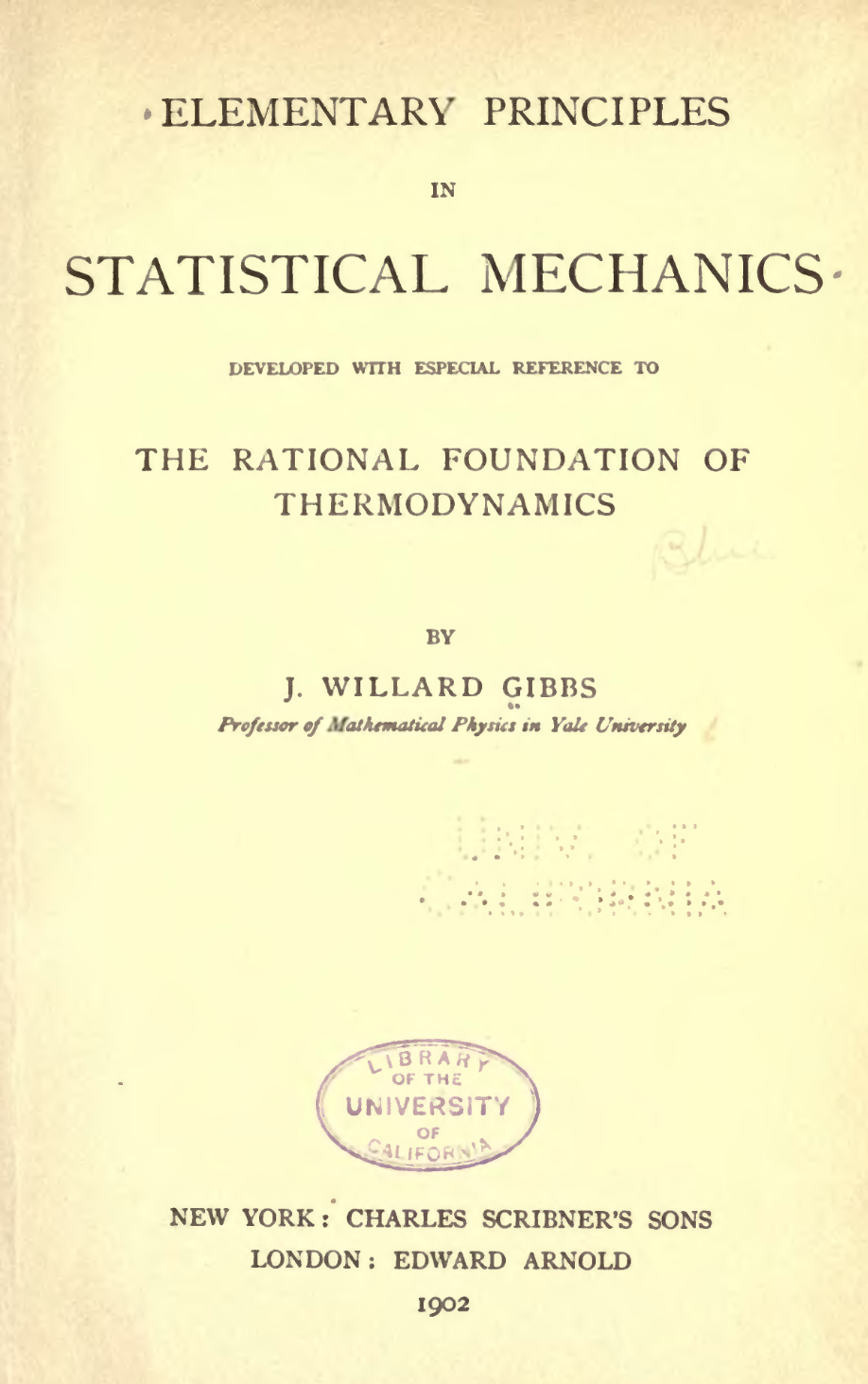
Trang đầu của cuốn Elementary Principles in Statistical Mechanics của Gibbs, một trong những cuốn thành lập lên cơ sở của cơ học thống kê, xuất bản năm 1902.

Nửa đầu thế kỷ 20 chứng kiến sự xuất bản của hai cuốn sách giáo khoa có ảnh hưởng và nhanh chóng được coi là tài liệu sáng lập của nhiệt động lực học hóa học, cả hai đều sử dụng và mở rộng công trình của Gibbs trong lĩnh vực đó: đó là Nhiệt động lực học và Năng lượng tự do của các quá trình hóa học (Thermodynamics and the Free Energy of Chemical Processes) (1923) của Gilbert N. Lewis và Merle Randall, và Nhiệt động lực học hiện đại theo phương pháp của Willard Gibbs (Modern Thermodynamics by the Methods of Willard Gibbs) (1933), của Edward A. Guggenheim.
Công trình của Gibbs về tập hợp thống kê (statistical ensembles), như được trình bày trong cuốn sách của ông năm 1902, đã có tác động lớn đến cả vật lý lý thuyết và toán học thuần túy. Theo nhà toán lý Arthur Wightman,
Một trong những đặc điểm nổi bật trong công trình nghiên cứu của Gibbs, được mọi sinh viên ngành nhiệt động lực học và cơ học thống kê chú ý, đó là cách thiết lập của ông về các khái niệm và công thức vật lý đã được lựa chọn một cách phi thường đến mức chúng đã tồn tại qua 100 năm phát triển đầy biến động trong vật lý lý thuyết và toán học.— A. S. Wightman, 1990

Ban đầu không biết về những đóng góp của Gibbs trong lĩnh vực đó, Albert Einstein đã viết ba bài báo về cơ học thống kê, công bố từ năm 1902 đến năm 1904. Sau khi đọc sách giáo khoa của Gibbs (được Ernst Zermelo dịch sang tiếng Đức vào năm 1905), Einstein tuyên bố rằng phương pháp tiếp cận của Gibbs vượt trội hơn ông và giải thích rằng ông sẽ không viết những bài báo đó nếu như ông biết đến các công trình của Gibbs.
Các bài báo ban đầu của Gibbs về sử dụng phương pháp đồ thị trong nhiệt động lực học phản ánh sự hiểu biết mạnh mẽ ban đầu về lý thuyết mà về sau các nhà toán học gọi là "giải tích lồi", bao gồm các ý tưởng, mà theo như Barry Simon, "nằm ngủ trong khoảng bảy mươi lăm năm". Các khái niệm toán học quan trọng dựa trên các công trình của Gibbs về nhiệt động học và cơ học thống kê bao gồm bổ đề Gibbs trong lý thuyết trò chơi, bất đẳng thức Gibbs trong lý thuyết thông tin, cũng như lấy mẫu Gibbs trong thống kê tính toán.
Sự phát triển của phép tính vectơ là một đóng góp khác của Gibbs cho toán học. Cuốn sách Vector Analysis xuất bản năm 1901 của E. B. Wilson, dựa trên các bài giảng của Gibbs tại Yale, đã giúp lan truyền rất nhiều về sử dụng các khái niệm và phương pháp của giải tích vectơ trong cả toán học và vật lý lý thuyết, dẫn đến sự thay thế hoàn toàn cho quaternion mà vẫn còn chiếm ưu thế trong các tài liệu khoa học khi ấy.
Tại Yale, Gibbs cũng là thầy hướng dẫn cho Lee De Forest, người đã phát minh ra bộ khuếch đại triode và được gọi là "cha đẻ của radio". De Forest ghi nhận ảnh hưởng của Gibbs đối với nhận thức "rằng những người dẫn đầu trong phát triển điện sẽ là những người theo đuổi lý thuyết cao hơn về sóng và dao động và sự truyền tải bằng những phương tiện thông minh và sức mạnh này." Một sinh viên khác của Gibbs, người đã đóng một vai trò quan trọng đóng vai trò quan trọng trong sự phát triển của công nghệ vô tuyến là Lynde Wheeler.
Gibbs cũng có ảnh hưởng một cách gián tiếp đến toán kinh tế. Ông giám sát luận án của Irving Fisher, người đầu tiên nhận bằng tiến sĩ trong kinh tế học của trường Yale năm 1891. Trong công trình đó, được xuất bản năm 1892 với tên gọi Nghiên cứu Toán học trong Lý thuyết Giá trị và Giá cả (Mathematical Investigations in the Theory of Value and Prices), Fisher đã rút ra một phép tương tự trực tiếp giữa trạng thái cân bằng Gibbs trong các hệ thống vật lý và hóa học, và trạng thái cân bằng chung của thị trường, và ông sử dụng khái niệm vectơ của Gibbs. Một sinh viên tiến sĩ khác của Gibbs là Edwin Bidwell Wilson sau này trở thành thầy và cố vấn cho nhà kinh tế hàng đầu người Mỹ và người đoạt giải Nobel Paul Samuelson. Năm 1947, Samuelson xuất bản cuốn Cơ sở của Phân tích Kinh tế (Foundations of Economic Analysis), dựa trên luận án tiến sĩ của mình, trong đó ông viết lời tựa dựa theo câu của Gibbs: "Toán học là một ngôn ngữ." Samuelson sau đó giải thích rằng trong cách hiểu của ông về giá cả, "khái niệm các khoản nợ chủ yếu không từ Pareto hay Slutsky, mà từ nhà nhiệt động lực học vĩ đại, Willard Gibbs ở Yale." 
Nhà toán học Norbert Wiener đã trích dẫn việc sử dụng xác suất của Gibbs trong việc xây dựng cơ học thống kê là "cuộc cách mạng vĩ đại đầu tiên của vật lý thế kỷ 20" và là một ảnh hưởng lớn đến quan niệm của ông về điều khiển học. Wiener giải thích trong lời tựa cho cuốn sách The Human Use of Human Beings của ông rằng nó "dành cho tác động của quan điểm Gibbs đối với cuộc sống hiện đại, cả thông qua những thay đổi cơ bản mà nó đã tạo ra đối với nghiên cứu khoa học và thông qua những thay đổi mà nó tác động một cách gián tiếp trong thái độ của chúng ta đối với cuộc sống nói chung."

## Tưởng niệm

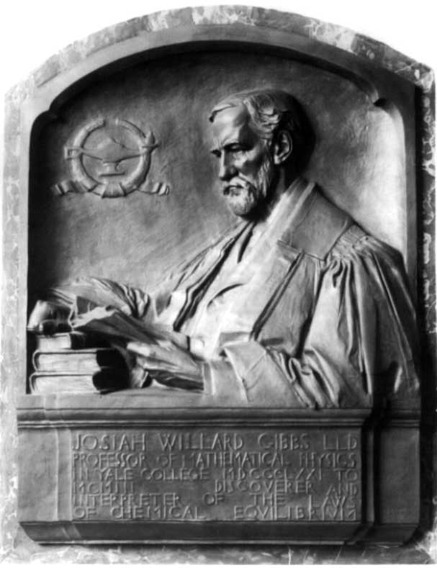
Bia tưởng niệm bằng đồng, lúc đầu được lắp ở Phòng thí nghiệm Vật lý Sloane năm 1912, hiện nay đặt ở lối vào của Phòng thí nghiệm Josiah Willard Gibbs, đại học Yale.

Khi nhà hóa học vật lý người Đức Walther Nernst đến thăm Yale vào năm 1906 để thực hiện bài giảng Silliman, ông đã rất ngạc nhiên khi không tìm thấy một đài tưởng niệm hữu hình nào cho Gibbs. Nernst đã quyên góp $ 500 phí thuyết trình của mình cho trường đại học để giúp trả tiền cho một tượng đài phù hợp. Điều này cuối cùng đã được công bố vào năm 1912, dưới dạng một bức phù điêu bằng đồng của nhà điêu khắc Lee Lawrie, được lắp đặt trong Phòng thí nghiệm Vật lý Sloane. Năm 1910, Hiệp hội Hóa học Hoa Kỳ đã thành lập Giải thưởng Willard Gibbs cho những công trình xuất sắc trong lĩnh vực hóa học ứng dụng hoặc thuần túy. Năm 1923, Hiệp hội Toán học Hoa Kỳ trao tặng Giải người thuyết trình Josiah Willard Gibbs,, "để phổ biến tới công chúng một số ý tưởng về các khía cạnh của toán học và các ứng dụng của nó".

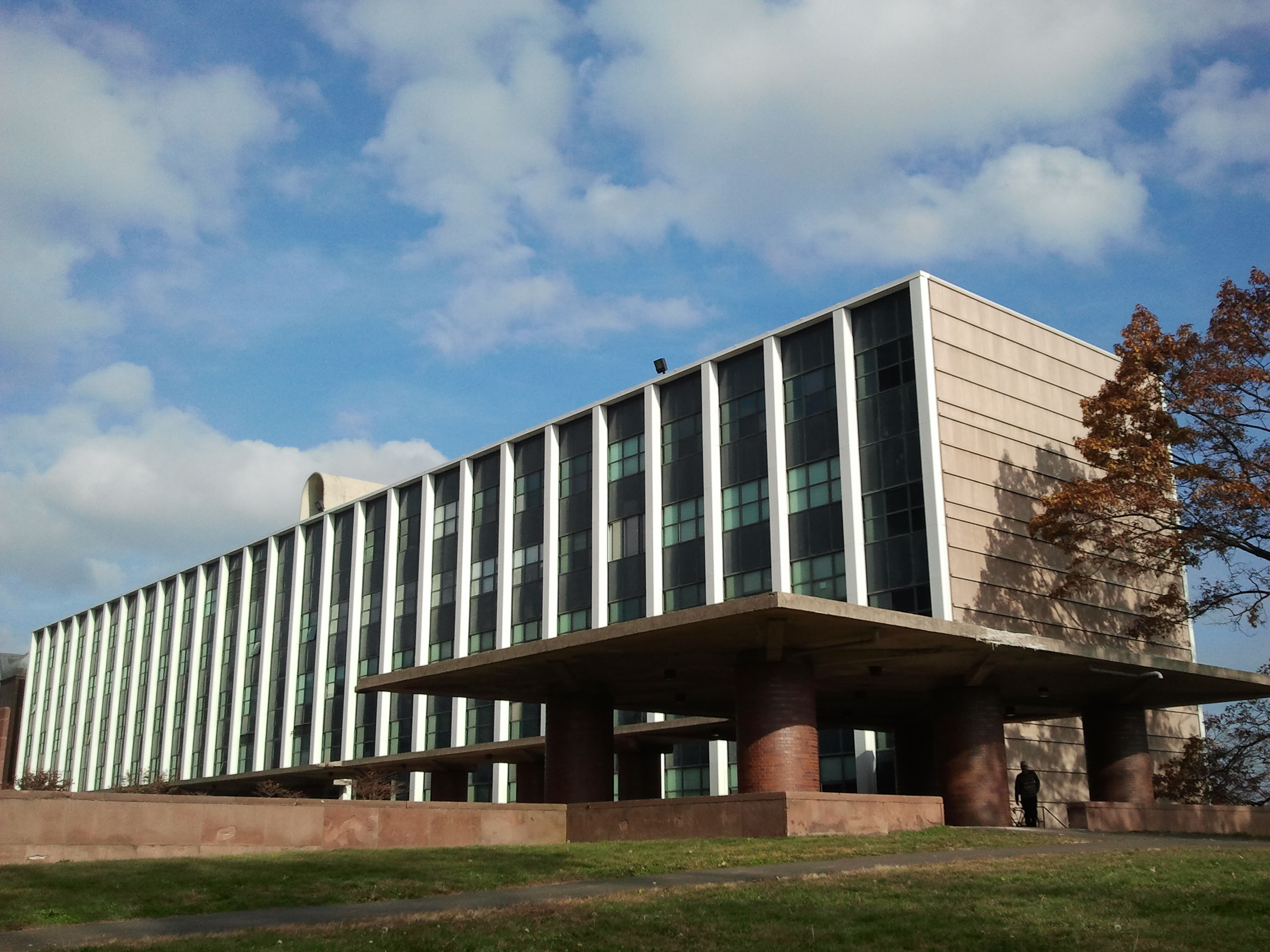
Tòa nhà đặt Phòng thí nghiệm Josiah Willard Gibbs, tại khu vực Science Hill của đại học Yale.

Năm 1945, đại học Yale tạo ra chức danh Giáo sư Hóa học lý thuyết J. Willard Gibbs, được giữ bởi Lars Onsager cho đến năm 1973. Onsager, người cũng giống như Gibbs, tập trung vào việc áp dụng các ý tưởng toán học mới vào các vấn đề trong hóa học vật lý, đã giành được giải Nobel hóa học năm 1968. Ngoài việc thành lập Phòng thí nghiệm Josiah Willard Gibbs và chức danh Trợ lý Giáo sư Toán học J. Willard Gibbs, Yale cũng đã tổ chức hai hội nghị chuyên đề dành riêng cho cuộc đời và nghiên cứu của Gibbs, một vào năm 1989 và một hội nghị khác nhân kỷ niệm một trăm năm ngày mất của ông, vào năm 2003. Đại học Rutgers đã lập ra chức danh Giáo sư J. Willard Gibbs về cơ nhiệt học, do giáo sư Bernard Coleman giữ vào năm 2014.
Gibbs được chọn vào Sảnh danh vọng của những người Mỹ vĩ đại (Hall of Fame for Great Americans) vào năm 1950. Tàu nghiên cứu hải dương học USNS Josiah Willard Gibbs (T-AGOR-1) mang tên ông và phục vụ trong Hải quân Hoa Kỳ từ 1958 đến 1971. Hố va chạm Gibbs, nằm gần rìa phía đông của Mặt Trăng, được đặt tên để vinh danh nhà khoa học vào năm 1964.
Edward Guggenheim đã sử dụng ký hiệu G cho năng lượng tự do Gibbs vào năm 1933, và nó cũng được sử dụng bởi Dirk ter Haar vào năm 1966. Ký hiệu này ngày nay được sử dụng thống nhất và được định nghĩa bởi IUPAC. Năm 1960, William Giauque và những nhà khoa học đề xuất sử dụng tên "gibbs" (viết tắt gbs.) cho đơn vị của entropy ca-lo trên kelvin, nhưng đơn vị này ngày nay không còn được sử dụng, và đơn vị tương ứng trong hệ SI là joule trên kelvin không mang một tên đặc biệt nào khác.
Năm 1954, một năm trước khi qua đời, Albert Einstein đã được một người phỏng vấn hỏi ai là nhà tư tưởng vĩ đại nhất mà ông từng biết. Einstein trả lời: "Lorentz", nói thêm "Tôi chưa bao giờ gặp Willard Gibbs; có lẽ, nếu tôi được gặp ông, tôi có thể đặt ông ấy bên cạnh Lorentz." Tác giả Bill Bryson trong cuốn sách khoa học phổ thông bán chạy nhất của ông A Short History of Nearly Everything xếp Gibbs vào "có lẽ là một trong những người xuất sắc nhất mà đa số mọi người chưa từng nghe đến".

### Trong các tài liệu
Năm 1909, nhà sử học và tiểu thuyết gia người Mỹ Henry Adams đã hoàn thành một bài tiểu luận có tựa đề "Quy tắc pha áp dụng cho lịch sử", trong đó ông tìm cách áp dụng quy tắc pha của Gibbs và các khái niệm nhiệt động lực học khác vào một lý thuyết chung về lịch sử loài người. William James, Henry Bumstead và những người khác đã chỉ trích cả việc Adams chưa nắm bắt được các khái niệm khoa học mà ông đã viện dẫn, cũng như sự tùy tiện trong việc áp dụng các khái niệm đó như những phép ẩn dụ cho sự tiến hóa của tư tưởng nhân loại và xã hội. Bài luận vẫn chưa được xuất bản cho đến khi nó xuất hiện vào năm 1919, trong một cuốn sách được biên tập bởi Brooks, em trai của Henry Adams.

Vào những năm 1930, nhà thơ nữ quyền Muriel Rukeyser bị cuốn hút bởi Willard Gibbs và viết một bài thơ dài về cuộc đời và công việc của ông ("Gibbs", nằm trong tuyển tập A Turning Wind, xuất bản năm 1939), cũng như một cuốn tiểu sử dài (Willard Gibbs, 1942). Theo Rukeyser:
Willard Gibbs là kiểu người có trí tưởng tượng trong công việc trên thế giới. Câu chuyện của ông ấy là một sự cởi mở đã ảnh hưởng đến cuộc sống và suy nghĩ của chúng ta; và, đối với tôi, dường như nó là biểu tượng của trí tưởng tượng trần trụi — được gọi là trừu tượng và không thực tế, nhưng những khám phá của ông có thể được sử dụng bởi bất kỳ ai quan tâm, trong bất kỳ "lĩnh vực" nào — một trí tưởng tượng đối với tôi, còn hơn tất thảy của bất kỳ người nào khác trong tư tưởng Hoa Kỳ, bất kỳ nhà thơ, hoặc nhân vật chính trị, hoặc tôn giáo nào, tượng trưng cho trí tưởng tượng ở những điểm cốt yếu của nó.— Muriel Rukeyser, 1949

Năm 1946, tạp chí Fortune minh họa trang bìa với câu chuyện chủ điểm của số báo về "Khoa học cơ bản" với minh họa mặt nhiệt động học mà Maxwell đã xây dựng dựa trên ý tưởng của Gibbs. Rukeyser gọi mặt này là một "bức tượng nước" và tạp chí nhìn thấy trong đó là "sự sáng tạo trừu tượng của một nhà khoa học vĩ đại người Mỹ, dựa vào chủ nghĩa biểu tượng của các loại hình nghệ thuật đương đại." Tác phẩm nghệ thuật của Arthur Lidov cũng bao gồm công thức toán học của Gibbs về quy tắc pha cho các hỗn hợp không đồng nhất, cũng như màn hình radar, dạng sóng của máy hiện sóng, quả táo của Newton và một biểu diễn nhỏ của biểu đồ pha ba chiều.
Cháu trai của Gibbs, Ralph Gibbs Van Name, giáo sư hóa lý tại Yale, không hài lòng với tiểu sử của Rukeyser, một phần vì cô không được đào tạo khoa học. Van Name đã từ chối cung các giấy tờ của gia đình cho cô ấy và, sau khi cuốn sách của cô được xuất bản vào năm 1942 với những đánh giá tích cực về văn học nhưng hỗn hợp khoa học, ông đã cố gắng khuyến khích các sinh viên cũ của Gibbs tạo ra một cuốn tiểu sử có định hướng kỹ thuật hơn. Cách tiếp cận của Rukeyser đối với Gibbs cũng bị chỉ trích gay gắt bởi các học trò cũ của Gibbs và sinh viên tiến sĩ Edwin Wilson. Với sự khuyến khích của Van Name và Wilson, nhà vật lý Lynde Wheeler đã xuất bản một cuốn tiểu sử mới của Gibbs vào năm 1951.
Cả tiểu sử của Gibbs và Rukeyser về hình ảnh của ông đều nổi bật trong tập thơ True North (1997) của Stephanie Strickland. Trong tiểu thuyết, Gibbs xuất hiện với tư cách là người cố vấn cho nhân vật Kit Traverse trong tiểu thuyết Against the Day (2006) của Thomas Pynchon. Cuốn tiểu thuyết đó cũng thảo luận nổi bật về tính lưỡng chiết của khoáng vật spat Iceland, một hiện tượng quang học mà Gibbs đã nghiên cứu.

### Bộ tem Gibbs (2005)
Năm 2005, Bưu điện Hoa Kỳ phát hành loạt tem bưu chính kỷ niệm Các nhà khoa học Hoa Kỳ do nghệ sĩ Victor Stabin thiết kế, mô tả Gibbs, John von Neumann, Barbara McClintock và Richard Feynman. Buổi lễ ngày đầu tiên phát hành của bộ tem được tổ chức vào ngày 4 tháng 5 tại Luce Hall của đại học Yale và có sự tham dự của John Marburger, cố vấn khoa học của tổng thống Hoa Kỳ, Rick Levin, chủ tịch Yale, và các thành viên gia đình của các nhà khoa học được vinh danh, trong đó có bác sĩ John W. Gibbs, một người họ hàng xa của Willard Gibbs.
Kenneth R. Jolls, giáo sư kỹ thuật hóa học tại đại học bang Iowa và là chuyên gia về phương pháp đồ họa trong nhiệt động lực học, đã tư vấn thiết kế tem vinh danh Gibbs. Con tem xác định Gibbs là "nhà nhiệt động lực học" và có một sơ đồ từ ấn bản thứ 4 của Lý thuyết về nhiệt của Maxwell, xuất bản năm 1875, minh họa bề mặt nhiệt động lực học của Gibbs đối với nước. In nhỏ trên cổ áo của chân dung Gibbs là mô tả phương trình toán học ban đầu của ông về sự thay đổi năng lượng của một chất theo entropy và các biến trạng thái khác của nó.

## Tóm tắt các nghiên cứu chính
- Hóa lý: năng lượng tự do, biểu đồ pha, quy tắc pha, hiện tượng vận chuyển
- Cơ học thống kê: tập hợp thống kê (statistical ensemble), không gian pha, thế hóa (chemical potential), entropy Gibbs, nghịch lý Gibbs
- Toán học: giải tích vectơ, giải tích lồi, hiện tượng Gibbs
- Điện từ học: phương trình Maxwell, lưỡng chiết